# Puya exigua
Puya exigua är en gräsväxtart som beskrevs av Carl Christian Mez. Puya exigua ingår i släktet Puya och familjen Bromeliaceae. IUCN kategoriserar arten globalt som akut hotad. Inga underarter finns listade i Catalogue of Life.